# اقتصاد إسبانيا في الفترة الأولى من حكم فرانكو

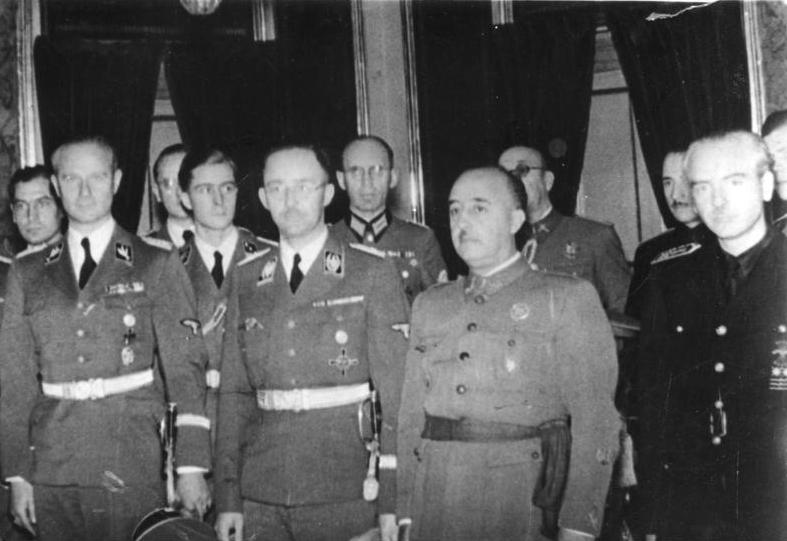
فرانكو مع الزعيم النازي هاينريش هيملر خلال زيارته إلى مدريد سنة 1940. كانت ألمانيا النازية مع إيطاليا الفاشية من مصادر الإلهام لسياسة الاقتصاد الحكم المطلق في إسبانيا في الأربعينيات.

عانى اقتصاد إسبانيا في الفترة الأولى لحكم الدكتاتور فرانكو -أو فترة الاكتفاء الذاتي- من أزمة اقتصادية طاحنة بدأت من نهاية الحرب الأهلية حتى سنة 1959، وتميزت بكساد اقتصادي طويل وعميق أدى إلى تدهور خطير في الظروف المعيشية. فعانى المواطنين من البؤس والسوق السوداء، وقد مثلت تلك الأزمة أخطر نكسة في مستويات رفاهية السكان خلال 200 سنة الماضية من تاريخ إسبانيا. اتبعت مبادئ التوجيه للسياسة الاقتصادية، وهي مبادئ ذات طبيعة أوتوقراطية في بيئة من العزلة الدولية.
يمكن تقسيم اقتصاد إسبانيا في عهد فرانكو إلى فترة أولى من الاكتفاء الذاتي أو الاقتصاد المغلق والعزلة، وشملت من سنة 1939 عندما انتهت الحرب الأهلية وحتى 1959 عندما تمت الموافقة على خطة الاستقرار الوطني [الإسبانية]، منها بدأت الفترة الثانية. التي استمرت منذ ذلك الحين حتى وفاة فرانسيسكو فرانكو في 1975. تميزت تلك الفترة بانفتاح تجاري أكبر مع الخارج وتعزيز التنمية.
وهناك بعض الكتاب ينهون المرحلة الأولى في منتصف 1950 ويفتحون فترة مفصلية جديدة تنتهي في سنة 1959، بدأ خلالها الإنتاج بالتعافي، ولم تعد العزلة الاقتصادية شديدة، على الرغم من استمرار الاختلالات الاقتصادية والتدخل القوي.
تميزت المرحلة الاستبدادية الأولى خلال عقد 1940 بتراجع كبير في الإنتاج، وندرة جميع أنواع السلع، وانقطاع عملية التحديث والنمو التي بدأت في بعض المناطق خلال الجمهورية الثانية. وعلى الصعيد الدولي برزت الحمائية التجارية والمالية التي اعتمدتها الدول الأوروبية خلال الحرب العالمية والسنوات الأولى التي تلتها، فضلاً عن العزلة المفروضة على إسبانيا لأسباب سياسية. كانت تلك العوامل إلى جانب الأضرار التي سببتها الحرب الأهلية هي العوامل الرئيسية للآثار السلبية للاقتصاد الإسباني. ومع ذلك لا يمكن تفسير النتائج الضعيفة لتلك الفترة بشكل كافٍ دون مراعاة السياسة الاقتصادية للحكومة كعنصر أساسي، مستوحى من التطلعات الاستبدادية وروح التدخل المتطرفة. وفي تلك الفترة ظهرت بعض الميول الحمائية والتدخلية التي ظهرت في الاقتصاد الإسباني منذ نهاية القرن التاسع عشر والتي اتبعت خلالها سلطات حكومة فرانكو النهج المقترح في البلدان الشمولية في أوروبا (ألمانيا وإيطاليا) خلال الثلاثينيات. ظهرت إجراءات الدولة في إزاحة المبادرة الخاصة من قبل اللوائح العامة، وعملية الاستثمار العام المركزة في الصناعة الممولة بوسائل تضخمية، وتنظيم صارم لعلاقات العمل ونشر ضبط الأسعار والتشدد في تقييم سعر صرف عملة البيزيتا مدعومة بمجموعة من لوائح مراقبة الصرف.

## البداية
لتأطير تلك الفترة من التاريخ الاقتصادي لإسبانيا، يجب أن نتذكر أنه منذ نهاية القرن التاسع عشر بدأ الكشف عن تعزيز تدريجي لما يسمى بالنموذج القومي للنمو والتصنيع، على أساس حماية الإنتاج الوطني ضد التجارة الخارجية.
شكلت حكومات كانوباس ديل كاستيو بداية فترة حمائية وانعزالية من عدم الاهتمام تجاه التجارة الدولية، والتي مع فترات الصعود والهبوط التي أدت إلى نهاية الحرب الأهلية، وهو ما يتضح في بعض خطابات كانوفاس: «قبول مفهوم الوطن والخضوع له. فالوطن هو مجموعة من المنتجين والمستهلكين ليصنعوا له ويستهلكوا فيه».
إن ما يسمى بتعريفة كانوباس، التي أُنشئت في 1891 ومعنية بحماية قطاع الحبوب والمنسوجات، وفرض ضرائب على الواردات من هذه المنتجات بتعريفات تتراوح بين 40 و 46٪. لم يكن هذا الاتجاه إسبانيًا فقط، حيث بدأت الحمائية أيضًا في الانتصار في جزء كبير من أوروبا. كان الشيء المميز في الحالة الإسبانية هو الشدة التي تم بها السعي لتحقيق الاكتفاء الذاتي الوطني والسهولة النسبية التي يتناسب بها التدخل مع تقاليد الدولة الإسبانية.
كان لسياسة النهوض بالصناعة الوطنية تجسيد واضح في قانون العقود لسنة 1907 نيابة عن الدولة والذي بموجبه يجب إدخال مواد الإنتاج الوطني فقط في التوريدات العامة.
كانت تعريفة كامبو في سنة 1922 مثالاً آخر على السياسة الحمائية. أيضًا خلال دكتاتورية بريمو دي ريفيرا تم تعزيز القومية الاقتصادية من خلال مناهج الشركات. على العكس من ذلك كان الانتقال من الملكية إلى الجمهورية في 1931 يعني إلغاء التشريع الصناعي السابق وإلغاء معالجة ملفات الإعانة التي بدأت حسب اللوائح التنظيمية.

## بداية الأزمة مع انتهاء الحرب الأهلية

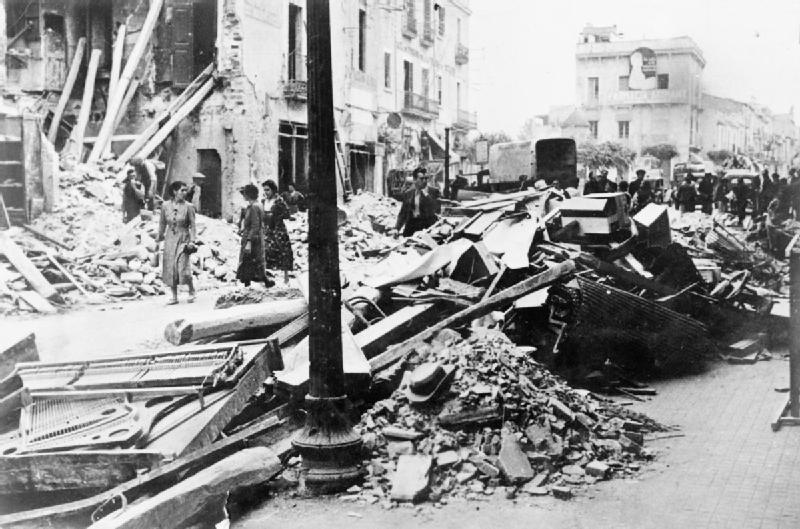
الوضع في جرانوليريس بعد قصف إيطالي سنة 1938. عانت البنية التحتية من تدهور خطير خلال الحرب الأهلية، ووصلت إلى وضع مشابه لما شهدته الدول الأوروبية في الحرب العالمية الثانية.

كان الوضع في إسبانيا بعد انتهاء حرب أهلية استمرت ثلاث سنوات، استهلك فيها بلد متخلف مثل إسبانيا معظم موارده المهمة، مما أدى إلى:
- خسائر مادية خطيرة. انخفض الإنتاج الزراعي بنسبة 20٪ وانخفضت أعداد الخيول بنسبة 26٪ والمواشي بنسبة 10٪. انخفض الإنتاج الصناعي بنسبة 30٪.
- نضوب الذهب واحتياطيات النقد الأجنبي.
- تدهور البنية التحتية، وخاصة السكك الحديدية وإن كانت أقل مما عانت به الدول المتحاربة في الحرب العالمية الثانية. على سبيل المثال كانت خسارة إسبانيا من القاطرات بنسبة 34٪، في حين أن تلك النسب كانت أعلى في فرنسا (76٪) وإيطاليا (50٪) واليونان (82٪). ونفس الشيء على الطاقة الكهربائية الموزعة، والتي انخفضت في إسبانيا بنسبة 0.9٪، بينما في فرنسا 2.8٪ وإيطاليا 5.4٪ واليونان 3.1٪.[4]
- خسائر بشرية جسيمة. تشير التقديرات إلى أن الخسائر السكانية تراوحت بين 1.1٪ و 1.5٪ من السكان، مشابهة لتلك التي عانت منها إيطاليا (0.9٪) وفرنسا (1.4) خلال الحرب العالمية، على الرغم من أنها أقل من اليونان التي فقدت 7٪ من السكان.[4]

ومع ذلك فقد خسر البلد ما بين 2.7٪ و 4٪ من العمالة النشطة، وهي نسبة أعلى مما في إيطاليا (2٪) أو فرنسا (3٪)، ولكنها أقل بكثير من اليونان (18٪). يجب أن يضاف إلى الحرب أولئك الذين قتلوا من القمع السياسي التالي، ونفي حوالي مائتي ألف مواطن وسجن ثلاثمائة ألف آخرين، وهي خسائر ألحقت أضرارًا جسيمة بمخزون رأس المال البشري.
نتيجة للصراع انخفض فورًا مستوى الدخل، ولم يتعافى إلى منتصف الخمسينيات، وانخفض الاستهلاك وتم تقنين الضروريات الأساسية حتى 1952. فسيطر الجوع ونقص مصادر الطاقة والمرض على الحياة اليومية للإسبان.
كان نمو الاقتصاد بعد الحرب كارثيًا للغاية، ويمكن وصف الفترة بأنها مجرد عقد ضائع، مما أدى إلى إطالة فترة تعافي الاقتصاد كثيرًا. وكان نمو الناتج المحلي الإجمالي خلال الأربعينيات منخفضًا للغاية ولم يسترد دخل الفرد لسنة 1935 قيمته إلا في 1953. وهذا التباطؤ في الاقتصاد يعني قطيعة مع عملية النمو البطيء والمستمر منذ سنة 1840. لم تعاني إسبانيا خلال قرن ونصف من موجة فقر مماثلة لتلك التي مرت بين 1936 و 1950، مما وسع المسافة الفاصلة بين اقتصاد إسبانيا واقتصاد بقية دول أوروبا.
يتناقض هذا النمو تناقضًا كبيرًا مع النمو الذي حدث في بقية أوروبا بعد الحرب العالمية. فقد تعافى اقتصاد أوروبا نسبيًا بسهولة وسرعة أكبر، ففي سنة 1950 تمكنت البلدان المتحاربة من تجاوز الحد الأقصى لمستويات دخل الفرد قبل الصراع. أما البلدان التي كانت محايدة مثل السويد والبرتغال وسويسرا فقد كان أداءها أفضل بكثير، وضاعفت من إنتاجها الصناعي في 1950. أما تقنين المنتجات الأساسية الذي جرى في أوروبا مع نهاية الحرب العالمية فقد استمر حوالي ثلاث سنوات بينما في إسبانيا فقد استمر لأكثر من اثني عشر عامًا

## مفهوم الفرانكوية للاكتفاء الذاتي
لم تصور السلطة الفرانكوية الاكتفاء الذاتي بأنه استجابة لحالة طوارئ مؤقتة لإحتياجات عالم ما بعد الحرب فقط، ولكن أيضًا بأنه السياسة الحقيقية للدولة، وعبرت بأنها ضرورة وطنية قائمة على فكرة أن إسبانيا دولة غنية بالمعادن والموارد الأخرى مما يبعدها عن الديون الخارجية. كانت للحكومة -وعلى رأسها فرانكو- أفكارها الخاصة حول وضع الاقتصاد الإسباني وطريقة تحقيق التنمية للبلاد. بل إن فرانكو نفسه قال:«إن تجربة حربنا يجب أن تؤثر بقوة على جميع النظريات الاقتصادية التي كان يتم الدفاع عنها حتى وقت قريب كما لو أنها عقيدة».
وفقًا لخوان أنطونيو سوانس وزير التجارة والصناعة في ذلك الوقت والرئيس الأول للمعهد الوطني للصناعة وأحد منظري الاكتفاء الذاتي الإسباني:«الاكتفاء الذاتي هو مجموعة الوسائل والظروف والإمكانيات التي تضمن لدولة وجودها وشرفها وحريتها في الحركة وبالتالي استقلالها السياسي الكامل، وتسمح لها بالتطور الطبيعي والمرضي وتلبية احتياجاتها الروحية والمادية العادلة».
وبالنسبة للقيادات الفرانكوية، فإن الحرية الاقتصادية أدت إلى التخلف والاصطدامات، لذلك استوعبوا بأن الدولة التي تريد أن تكون قوية سياسياً وعسكرياً وعلى رأس إمبراطورية، يجب أن تتمتع بسلطة قوية لتنظيم هذا النشاط. ولتحقيق ذلك يكون من خلال السعي لجلب أعلى مستويات الاكتفاء الذاتي. ومن ناحية أخرى اعتبر أن الشيء المهم هو الإنتاج لتحقيق الأهداف الكمية التي تم تحديدها بغض النظر عن التكلفة أو الكفاءة الاقتصادية.

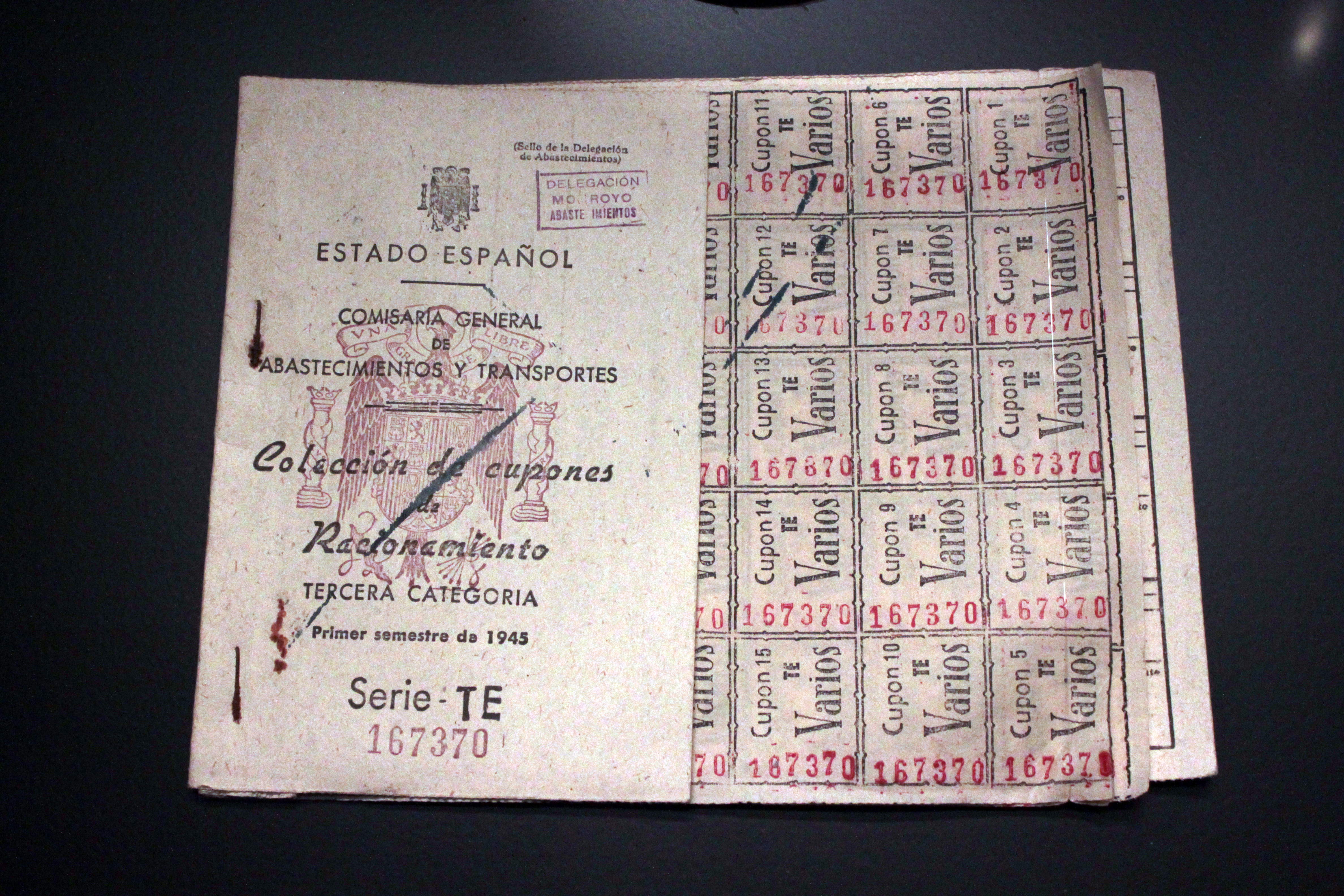
بطاقة التموين الإسبانية في 1945.

## السياسة الاقتصادية والاكتفاء الذاتي والتدخل
في نهاية الحرب الأهلية اعتمد اقتصاد إسبانيا اعتمادًا كبيرًا على إمدادات مشتقات الطاقة والمواد الخام والسلع الأساسية، لذلك كانت هناك حاجة إلى سياسة لضمان تلك الإمدادات الخارجية. على العكس من ذلك أدت الإجراءات التي اتخذتها الحكومات الأولى لديكتاتورية فرانكو إلى تفاقم تلك المشاكل بقوة بعد منع استعادة القدرة التصديرية التي بإمكانها تمكين الواردات الضرورية من إعادة تشغيل الصناعة.
حالت التدخلات دون التخصيص الرشيد للموارد الإنتاجية. في الفترة التي أعقبت الحرب الأهلية، فالدولة تدخلت بقوة في الاقتصاد: وهو تدخل نموذجي في زمن الحرب، إلا أنه استمر حتى الخمسينيات. وفي 1951 بدأت بعض الإجراءات الخجولة لتحرير الاقتصاد.
تجلى هذا التدخل في مجالين مهمين. أولاً كان هناك تنظيم مكثف لضبط الأسعار وتقنين الضروريات الأساسية، لذلك أنشئت العديد من الهيئات التنظيمية والتي تطبق المفهوم العسكري لعمل الاقتصاد وتنظيم الأسواق. أما الركن الثاني للتدخل فكان إنشاء المعهد الوطني للصناعة الذي حوّل الدولة الإسبانية إلى مقاول أو متعهد.

### الزراعة

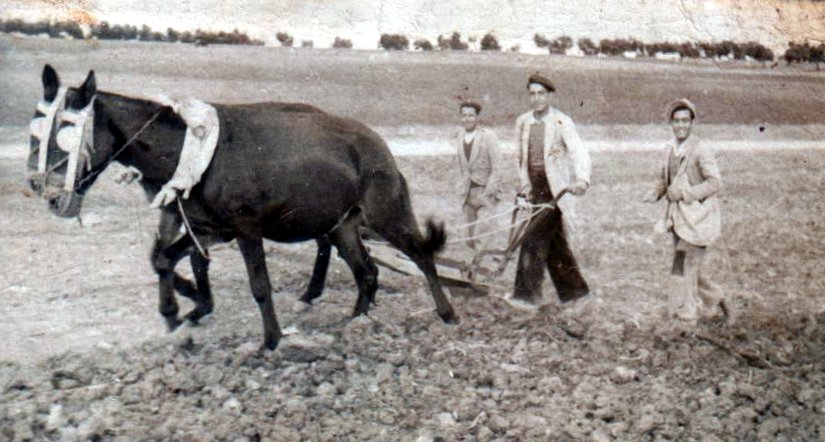
صورة لمحراث في سنة 1950 في السوسيجو بمقاطعة إشبيلية. تميزت الزراعة الإسبانية خلال الأربعينيات بإنتاجية وتقنية بسيطة.

كان مسار القطاع الزراعي كارثيًا طوال الأربعينيات من القرن 20، حيث الانخفاض الحاد في الإنتاج الزراعي وقلة الغذاء واستهلاكه. تلك الفترة بقيت في ذاكرة العامة بأنها سنوات الجوع.
كانت الزراعة من القطاعات التي تدخلت فيها الحكومة تدخلًا كاملاً، ففي حالة القمح كانت تتم من خلال خدمة القمح الوطنية، تلك الهيئة لأجل تحقيق الاكتفاء الذاتي في الدولة وتحديد مناطق الزراعة على المستويات الوطني والإقليمي والمحلي؛ حيث تشتري الحبوب بأسعار ثابتة، وبالتالي سيطرت على كل الإنتاج والتسويق والاستهلاك. لضمان توفير الضروريات الأساسية وتجنب الجوع، تم تقنينها من خلال بطاقات التموين. كان المنتجون ملزمين ببيع كل إنتاجهم للدولة بسعر ثابت، والتي بدورها تبيعه للمستهلك بسعر مُقدر.
بصفتها المشتري الوحيد استحوذت الدولة على الإنتاج بأسعار منخفضة، أي أقل من الأسعار الثابتة، مما تسبب في انهيار الإنتاج ودفع المزارعين إلى زراعة منتجات غير متدخلة وأكثر ربحية. رد فعل الفلاحين الذي تسبب في ندرة المنتجات الأساسية، إلى جانب التقنين أدى إلى ظهور السوق السوداء، فتم إخفاء جزء من الإنتاج ليباع خارج السوق الرسمي بأرباح ضخمة، بالإضافة إلى المحاصيل السيئة والجفاف المستمر في تلك السنوات، مما تسبب بنقص كبير في الحبوب. على سبيل المثال وصل سعر الخبز في السوق السوداء في مدينة بلباو إلى 800٪ من السعر الرسمي في ديسمبر 1943، و 686٪ في ديسمبر 1944 و 600٪ في ديسمبر 1945. تحليل من اقتران العرض والطلب، فإن النتيجة هي أن الإنتاج الرسمي بالإضافة إلى إنتاج السوق السوداء كان أقل مما في حالة عدم تدخل السوق.
وخلال الحرب الأهلية حيث السكان كانوا يعانون من الجوع، وطُلب منهم التضحية من أجل الاكتفاء الذاتي، إلا أن هناك منتجات زراعية قد صدرت إلى ألمانيا مقابل مساعدتها في الحرب. وبدأ نقص المنتجات بمجرد انتهاء الحرب الإسبانية، وازداد الأمر سوءًا في الأربعينيات. ولكن العقود مع الأرجنتين في 1947 خففت من الأوضاع إلى حد ما. وسمحت السياسات المكشوفة بتراكم حجم رأس المال بين كبار مالكي القطاع الزراعي خلال الأربعينيات، مما أتاح تمويل القطاع الصناعي وتطوير القطاع الزراعي نفسه خلال الخمسينيات.
ألغت سياسة تحديد الأسعار الحافز للمزارعين بزيادة القدرة الإنتاجية. واتفق المؤرخون على أن السبب الأساسي لتلك أزمة يكمن في طبيعة النظام وارتباطه بالقوى الفاشية، مع السياسة الاقتصادية التي سعت إلى سياسة التصنيع والتدخل في القطاع الزراعي نفسه. ويمكن اعتبار أن أكثر من استفاد في تلك الفترة هم كبار ملاك الأراضي الذين تمكنوا من إثراء أنفسهم خلال التجارة في السوق السوداء، مما أدى إلى تراكم الأموال لديهم، فساهم ذلك في تمويل التنمية الزراعية والقطاع الصناعي في الخمسينيات.

### التصنيع ونشأة المعهد الوطني للصناعة
لم يكن تأثير الحرب الأهلية على الصناعة الإسبانية تأثيرًا كبيرًا. ففي 1940 انخفض الإنتاج الصناعي بنسبة 14٪ مقارنة بانتاج 1935، ولكن مع ذلك بدا أن عملية الاستعادة كانت بطيئة للغاية، وبالتالي لم يكن من الممكن في 1950 استعادة مستوى إنتاج 1935. كانت فترة ما بعد الحرب تعني فترة معترضة طويلة من عملية التصنيع في إسبانيا، وهو ما تناقض مع الوضع الذي شهدته أوروبا بعد الحرب العالمية الثانية، حيث عانت البلدان المتحاربة من أضرار جسيمة لمنشآتها الصناعية ولكنها تعافت منها بسرعة أكبر، على سبيل المثال: استعادت ألمانيا إنتاجها قبل الحرب في أربع سنوات، وفرنسا في ست سنوات، وإيطاليا في أربعة سنوات، والمملكة المتحدة في عامين. أما في إسبانيا فأصبح هذا التخلف شديد الوضوح في قطاعات الصناعة الاستهلاكية، حيث لم تنتعش صناعة الأغذية على سبيل المثال إلى مستويات ما قبل الحرب حتى الستينيات. ومع ذلك حقق قطاع الصناعات الثقيلة نموًا أكثر أهمية بفضل دعم الدولة. يعتبر هذا الفشل الصناعي أكثر إثارة للإعجاب بالنظر إلى أن إحدى الأولويات التي حددتها الحكومات الفرانكوية كانت تحقيق التصنيع في البلاد.

كان تدخل لحكومة في السياسة الصناعية قويًا، وبرزت فيها الإجراءات التالية:
- إخضاع الاستثمارات الصناعية من أي نوع كان لنظام الترخيص المسبق المحدد في المرسوم الصادر في 8 سبتمبر 1939. وقد تطلب هذا المرسوم الحصول على تصريح من وزارة الصناعة لتركيب أو توسيع أو نقل المصانع، والتدخل في منح حصص للمواد الخام.[11]
- (قانون حماية الصناعات ذات المصلحة الوطنية 10-25-1939) منح مجموعة من الامتيازات والحوافز لما سمي "الصناعات ذات المصلحة الوطنية"، والتي تساهم بتخفيض الضرائب، وسلطة المصادرة القسرية لصالح الشركات المشمولة، وضمان حد أدنى لعائد 4٪ من رأس المال المستثمر، وتخفيض أو إعفاء من الرسوم الجمركية وإمكانية الإعلان عن منتجات هذه الشركات للاستهلاك الإجباري للصناعة الوطنية.
- الغرض من تأميم الاقتصاد الصناعي من خلال الرقابة القصوى على الاستثمار الأجنبي.
- إنشاء المعهد الوطني للصناعة من أجل تشجيع وتمويل إنشاء ونهوض الصناعات.

### الخزينة العامة
لم يؤد تدخل الدولة في الاقتصاد إلى زيادة في الإنفاق العام، ولكن ركز على الدفاع والنظام العام. وفي أول حكومة لفرانكو بعد الحرب، حاول وزير المالية خوسيه لاراز فرض سياسة مالية تقليدية لتوازن الميزانية، في مواجهة جهود فرانكو لتنفيذ خطط الأشغال العامة الكبرى من أجل «إعادة إعمار الوطن». ومع ذلك ما بين 1940 و 1946 وصل عجز الميزانية إلى أرقام عالية بسبب سداد المتأخرات المتأتية من النفقات المتكبدة خلال الحرب الأهلية. تم تمويل هذا العجز من خلال الموارد المباشرة لبنك إسبانيا وإصدار سندات الدين العام المتعهد به تلقائيًا، وكلاهما من التدابير التي ولّدت عملية تضخم مستمرة في الأربعينيات.
وفي عقد 1950 تم ممارسة سياسة مالية مقيدة إلى حد ما بميزانيات متوازنة بين 1952 و 1957، حيث تجنب الوزراء خواكين بنجوميا وفرانسيسكو غوميز دي لانو العجز.
من حيث الإيرادات العامة تم تقديم ضريبة مساهمة الاستخدام والاستهلاك ورفع معدلات جميع الضرائب تقريبًا. لعبت تلك المساهمة دورًا ممتازًا في السياسة الضريبية للفترة. يفترض أن خلال الجمهورية الإسبانية الثانية كان متوسط التحصيل 8.9٪ من الدخل العادي للدولة، والذي مع دخول مساهمة الاستخدام والاستهلاك حيز التنفيذ ازداد حتى وصل إلى متوسط 24٪ من الدخل. وهكذا أصبح الرقم الضريبي الأكثر أهمية للخزانة العامة في تلك الفترة. وقد تميزت بشكل خاص بتحصيلها ضريبة الرفاهية والتي مثلت 20٪ من مجموع المساهمة الكاملة و 4.9٪ من الدخل العام العادي خلال فترة فرانكو الأولى.

### السياسة النقدية

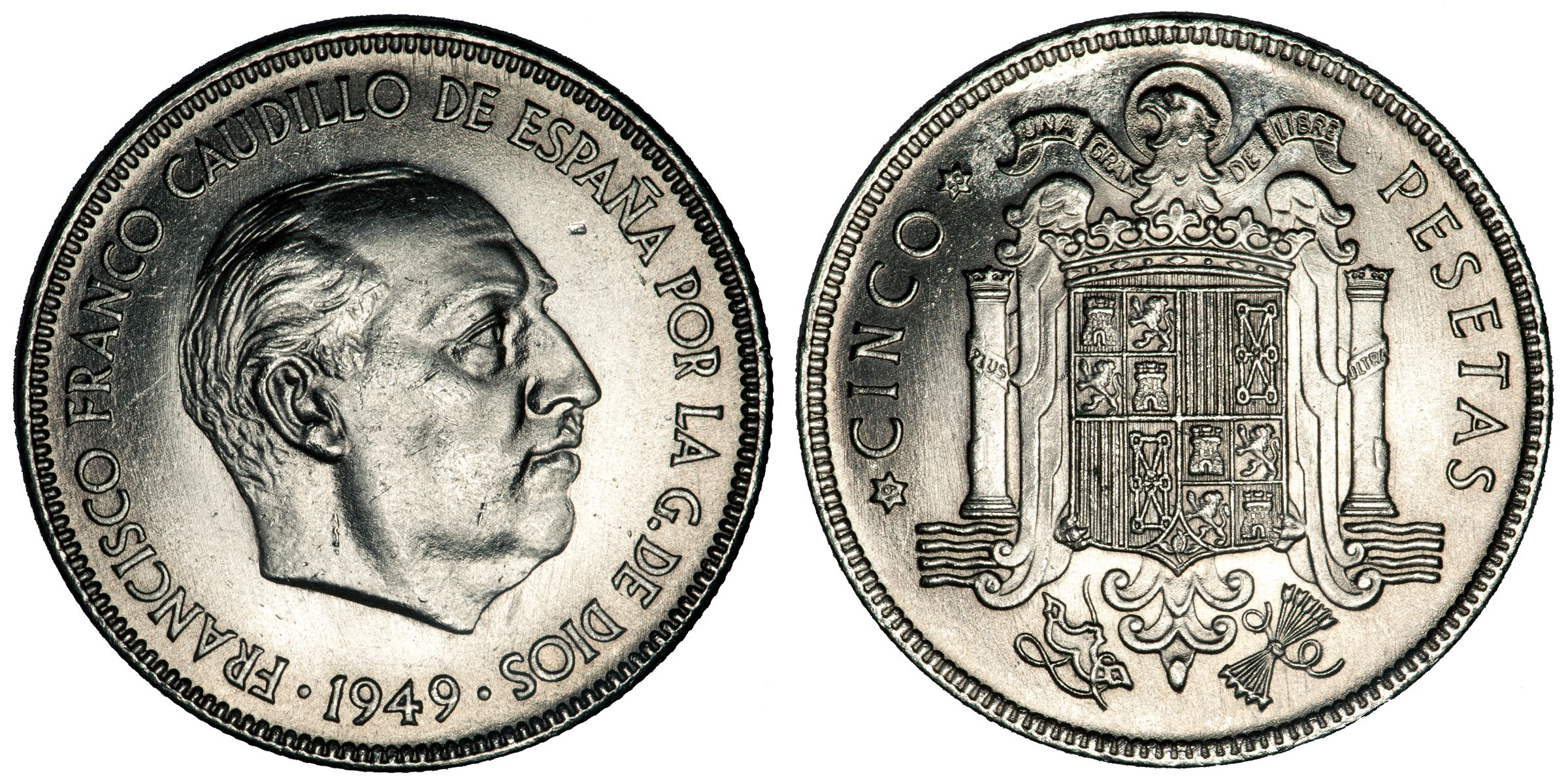
قطعة نقد من فئة خمس بيزيتات لسنة 1949 مع وجه نصفي لفرانكو.

تم تمويل العجز العام في بداية الأربعينيات بإصدارات مباشرة إلى بنك إسبانيا والديون المرهونة، مما أدى إلى حدوث عملية تضخم خلال الأربعينيات وتراكم الديون المرهونة مما ولّد سيولة غير محدودة تقريبًا للنظام المصرفي الذي وضع أسس نمو الأسعار في الخمسينيات.

### السياسة الخارجية
انخفضت التجارة الخارجية بشكل حاد بعد الحرب الأهلية. ففي 1941 كان حجم الشحن التجاري إلى الخارج أقل من 30% مما كان عليه في 1929. وظلت الواردات خلال الأربعينيات حوالي 45 % من تلك الموجودة في 1929. ومنذ منتصف القرن 19 لم يكن حجم التجارة الخارجية منخفضًا جدًا في إسبانيا.
وكان أحد اهتمامات وزير الصناعة خوان أنطونيو سوانزيس هو محاربة عجز ميزان المدفوعات وخفض الواردات وتعزيز الصادرات. مما تعارض مع سياسة سعر الصرف التي دعت إليها حكومة فرانكو بأكملها وعلى رأسها فرانكو نفسه، الذين اعتبروا لأسباب سياسية من الفخر الوطني أن البيزيتا يجب أن تحافظ على سعر صرف مرتفع للغاية، وهو ما يعادل الجنيه الإسترليني مما أعاق الصادرات وحفز الواردات.
ورغبته في احتواء الواردات أنشأ رخص استيراد منعت حسب تصريحاته حدوث فوضى اقتصادية. وبهذا المعنى قال في سنة 1950: «إذا فقد المرء أفكاره، وتركت الواردات مجانية وتوقف تطبيق التصاريح دون أمر بتحويل العملة الأجنبية، ففي غضون أسبوع فقط في أسبوع واحد، ستحدث كارثة حقيقية. سنغرق بأشياء غير ضرورية. ... ستصاب الأنشطة الأساسية بالشلل في حياة الأمة في وقت قصير جدًا».
من حيث أسعار الصرف بين 1939 و 1948 تم الحفاظ على سعر صرف واحد وثابت للبيسيتا، ولكن في 1948 تم اختيار نظام صرف العملة المتعدد حسب نوع المنتج الذي يجري مقايضته في الخارج.

### السياسة التعليمية
تقلص خلال تلك السنوات الإنفاق على التعليم، وتسبب في انخفاض مستويات التعليم إلى جانب انخفاض الدخل، وبالتالي لم يتم استعادة مستويات التعليم الابتدائي التي بلغتها في الجمهورية الثانية إلا بعد مرور خمسة وعشرين عامًا على الحرب.

## فشل سياسة الاكتفاء الذاتي
ذكر مؤرخ الاقتصاد كارلوس بارسيلا إلى أن «فترة فرانكو الأولى التي تميزت بأنه عقد الاكتفاء الذاتي، قد حصد فشلًا تامًا في محاولته تحويل إسبانيا إلى قوة إمبريالية وعسكرية». لم ينتعش دخل الفرد في 1935 إلا في خمسينيات من القرن الماضي وانخفض استهلاك السكان مثل استهلاك الضروريات الأساسية انخفاضًا كبيرًا، وأصاب الجوع الملايين من الإسبان، على الرغم من أن هذا الوضع الاقتصادي السيئ لم يؤثر على جميع الإسبان بالتساوي، ومنذ ذلك الحين شهدت الأجور الحقيقية للعمال انخفاضًا ملحوظًا وعامًا، وزادت أرباح كبار ملاك الأراضي والشركات والبنوك. وأضاف: «طالت الحرب أيضًا أماكن العمل». واستنتج بارسيلا «أن تطور الاقتصاد الإسباني في الأربعينيات كان كارثيًا».
كان تطور الاقتصاد الإسباني في الأربعينيات كارثيًا. لا توجد مقارنة بين أزمة ما بعد الحرب في الدول الأوروبية وما بين ماعانت منه إسبانيا. في بلدنا كانت الأزمة أطول وأعمق. أدى انهيار الإنتاج وندرته إلى انخفاض كبير في مستوى استهلاك الإسبان. خضعت الضروريات الأساسية لتقنين صارم وسرعان ما ظهرت سوق سوداء كبيرة؛ كانت البطاقات التموينية للمنتجات الأساسية موجودة إلى 1952. وكان قلة الاستهلاك والجوع ونقص الفحم والبرد في المنازل وانقطاع التيار الكهربائي ونقص المياه الجارية والأمراض هي السمات التي سادت الحياة اليومية. لقد ولت التصريحات الإمبريالية الرنانة والشعارات الفرانكونية:«لا يوجد إسبانيًا بلا خبز، ولا بيتًا بدون نار». يجب أن يضاف إلى ذلك ظروف عمل قاسية... مع قمع حرية تكوين الجمعيات، وأن إعلان الإضراب جريمة ضد البلاد، ولدت نقابات وطنية جديدة لتكون أداة لإخضاع العمال. على العكس من ذلك احتفظ أرباب العمل ببعض الاستقلالية، وفي الواقع كان أصحاب العمل هم من سيطر على الجهاز النقابي وليس العكس.
أكد بارسيلا في كتابه (الاقتصاد الإسباني والحرب العالمية الثانية) أنه «لا سنوات الحرب ولا استبعاد إسبانيا من خطة مارشال يمكن أن يفسر حجم الأزمة» لذلك من الضروري الرجوع إلى القرارات السياسية والاقتصادية للنظام. «كان الدفاع عن الاكتفاء الذاتي انحرافاً من الناحية الاقتصادية. وبالنسبة لدولة صغيرة مثل إسبانيا فإن ادعاء التنمية على أساس السوق الداخلية وعلى مواردها الخاصة كشف عن جهل صارخ بأبسط المبادئ الاقتصادية... ومن العبث أيضًا محاولة التدخل بطريقة شمولية، وحتى بأدق التفاصيل في النشاط الاقتصادي ... وتُرجم كل هذا باختصار إلى التوزيع المريع للموارد الاقتصادية» حسب استنتاج بارسيلا.

## نهاية فترة الاكتفاء الذاتي

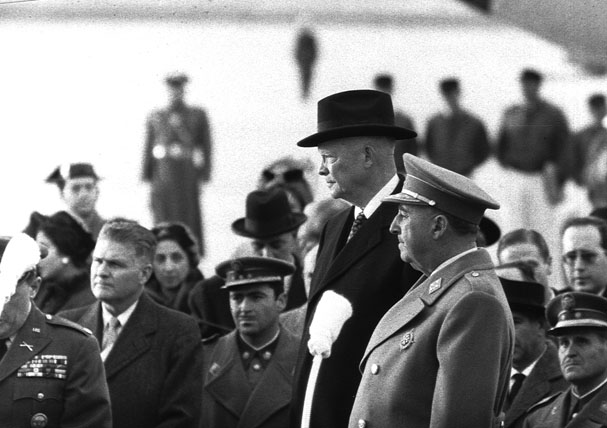
فرانكو ورئيس الولايات المتحدة دوايت أيزنهاور في مدريد سنة 1959.

تقليديًا اعتبر تطبيق خطة الاستقرار 1959 هي نهاية فترة الاكتفاء الذاتي، على الرغم من أنها لم تنتهي فجأة معها، كانت عملية انفتاح الاقتصاد الإسباني هي عملية متواصلة ولها سابقاتها مع بداية الخمسينيات، خاصة في 1957. بتشكيل حكومة مكونة مما يسمى بالتكنوقراط والتي تعني خطة الاستقرار فيها تغييراً في السياسة الاقتصادية السائدة خلال العشرين سنة الماضية. ومع ذلك فقد حافظ النظام على العديد من العناصر ذات الطبيعة الحمائية والتدخلية في الاقتصاد الإسباني خلال فترة تطوره في الستينيات والسبعينيات، ولم تختف إلى اندماج إسبانيا في المجموعة الأوروبية في 1986 والانضمام إلى الاتحاد النقدي في 1998.
في الأربعينيات من القرن الماضي قامت الولايات المتحدة والاتحاد السوفيتي اللذان كانا حليفين في الحرب العالمية الثانية بالابتعاد عن مواقعهم بسرعة حتى مواجهة واضحة. كان الجزء الأساسي من الحرب الباردة هو امتداد النفوذ السوفيتي وتوطيده في أوروبا الشرقية واحتواء الولايات المتحدة وحلفائها على بقية القارة. وفي 1953 وقعت إسبانيا اتفاقيات الدفاع المتبادل والمساعدات الاقتصادية مع الولايات المتحدة [الإنجليزية]، وتضمنت فتح قواعد عسكرية أمريكية في البلاد مقابل مساعدات مالية تقدر بمبلغ 1,523 مليون دولار إلى سنة 1963، والمبلغ أقل بكثير مما ورد إلى بقية أوروبا في خطة مارشال، وفي نفس الوقت خضعت بالكامل لنظراء اقتصاديين وتجاريين أقوياء. هذا الاتفاق يعني تدفق العملات الأجنبية إلى بلد في حاجة ماسة إلى الموارد الخارجية، ومن ناحية أخرى زيادة القدرة المالية لعملية التصنيع، مما انعكس في تحسن توقعات الأعمال وفي النمو الملحوظ في الاستثمار في الخمسينيات وما تلاها.
في هذا العقد تحسن الوضع مع نمو الإنتاج، ولكن بدأت تظهر اختلالات خطيرة في ميزان المدفوعات والعلاقات التجارية والمالية العامة، مما أدى إلى خنق عملية التحسين الاقتصادي التي شهدتها الخمسينيات مما أدى إلى ظهور إلى ولادة خطة الاستقرار سنة 1959.
أدى فشل نموذج الاكتفاء الذاتي إلى تحول في السياسة الاقتصادية. فتحررت الأسعار والتجارة وعبور البضائع جزئياً. وفي 1952 توقفت البطاقة التموينية. أدت تلك الإجراءات إلى تحسن الاقتصاد، ولكن لم يتم تجاوز دخل الفرد لسنة 1935 حتى مجيء 1954. ومع ذلك بعد سنوات من الحرب، كانت المجاعة في إسبانيا لا تزال كبيرة لدرجة أن الواردات المحدودة من السلع الرأسمالية كانت ضرورية لتسريع التنمية. وقد أدى ذلك أيضًا إلى حدوث تضخم نقدي وما تبعه من اضطرابات اجتماعية. في 1957 دخلت مجموعة من التكنوقراط من أوبوس داي الحكومة وأعطوا خيار التحول النهائي في السياسة الاقتصادية.